# Метелен
Метелен (нем. Metelen) — община в Германии, в земле Северный Рейн-Вестфалия.
Подчиняется административному округу Мюнстер. Входит в состав района Штайнфурт.  Население составляет 6329 человек (на 31 декабря 2010 года). Занимает площадь 40,23 км².

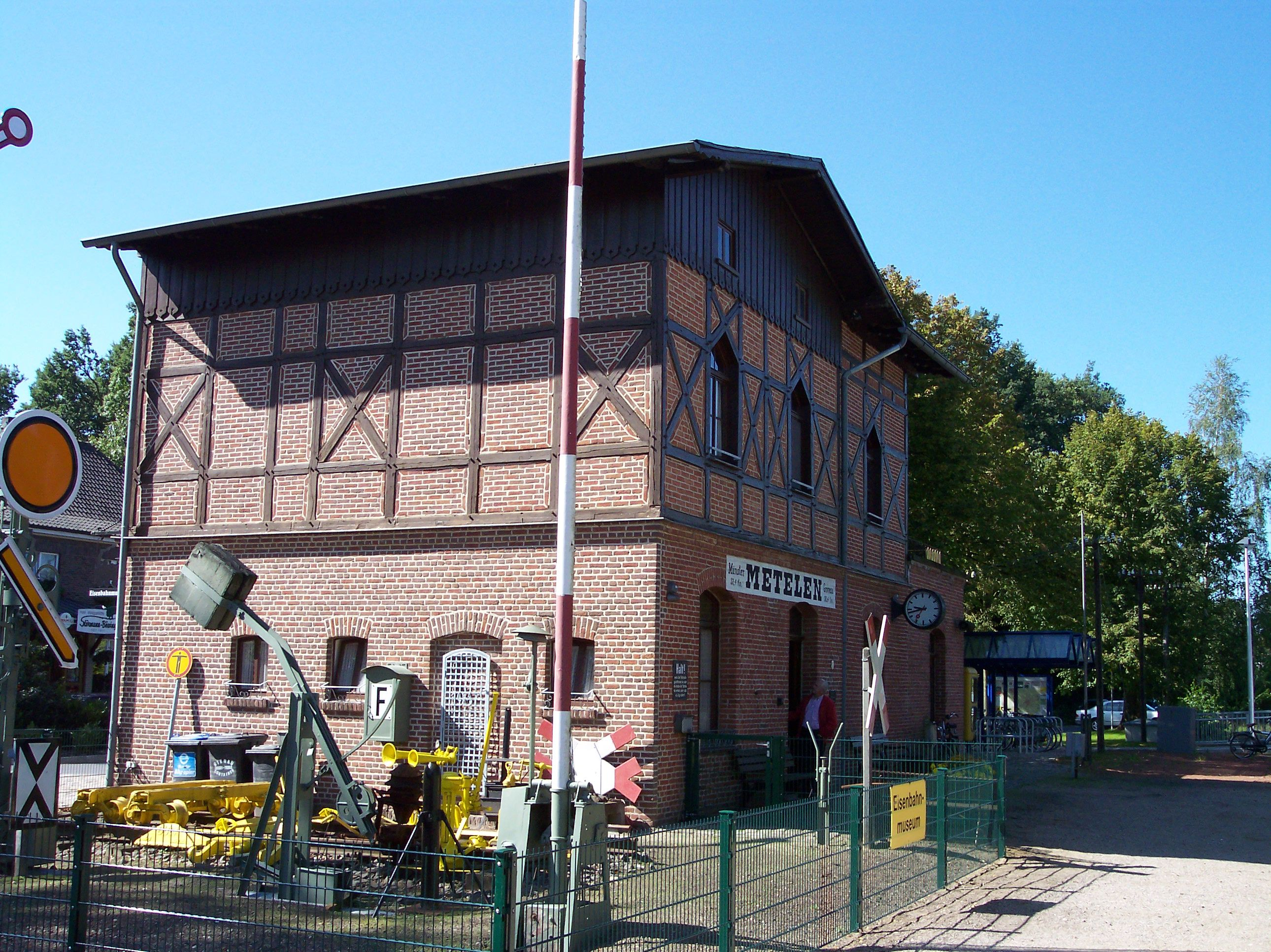
Метелен

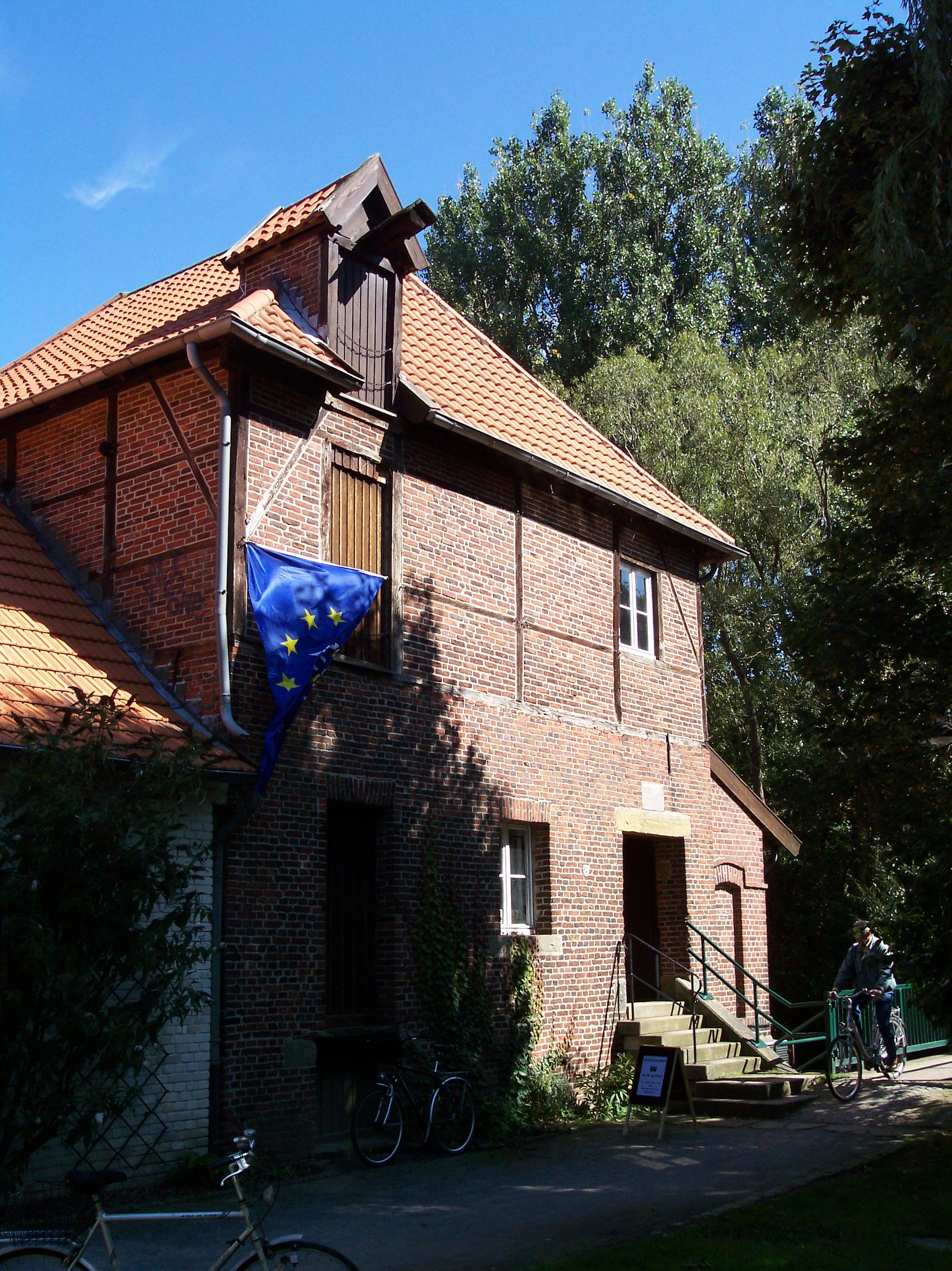
Метелен